# Jane Cowl

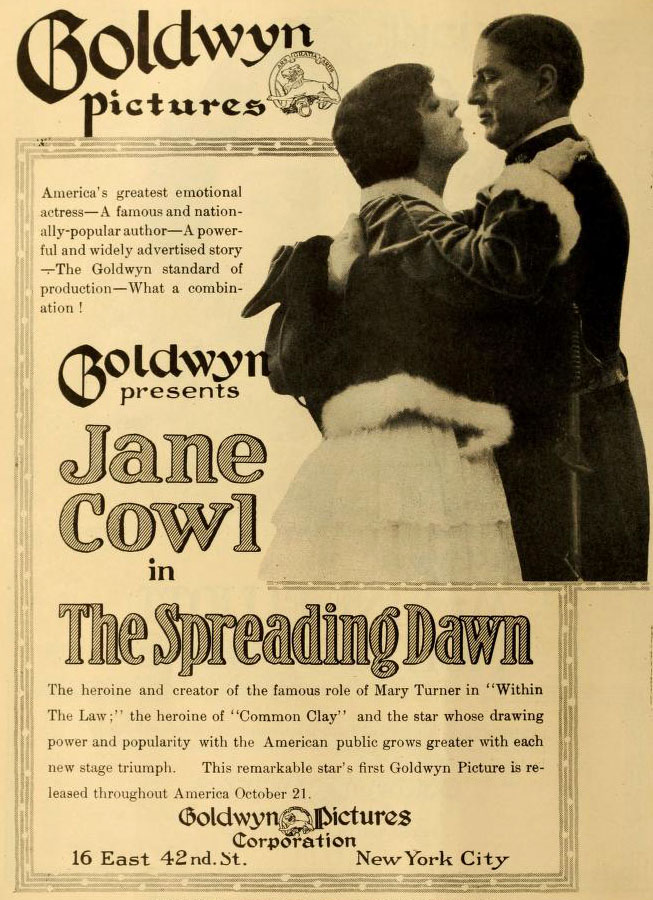
The Spreading Dawn (1917)

Jane Cowl (14 de diciembre de 1883-22 de junio de 1950) fue una actriz teatral y cinematográfica estadounidense, además de dramaturga, «célebre por interpretar papeles lacrimógenos». La actriz Jane Russell recibió su nombre en homenaje a Cowl.

## Biografía
Su verdadero nombre era Grace Bailey, y nació en Boston, Massachusetts. Sus padres eran Charles A. Bailey y Grace Avery, y estudió en la Erasmus Hall High School de Brooklyn, Nueva York.
El debut teatral de Cowl en el circuito de Broadway tuvo lugar en 1903 con la obra Dorothy Vernon of Haddon Hall, estrenada en la noche en que cumplía veinte años de edad. Su primer papel principal fue el de Fanny Perry en la pieza de Leo Ditrichstein Is Matrimony a Failure?, representada en 1909 y producida por David Belasco. A esta obra le siguió en 1910 The Gamblers, su primer gran éxito, y Within the Law(1912) y Common Clay, entre otras diversas producciones. 
Fue conocida por su actuación en obras de Shakespeare, haciendo el papel de Julieta, Cleopatra y Viola en Broadway. Consiguió un hito histórico al interpretar en Broadway a Julieta en más de 1000 actuaciones consecutivas en 1923.
En 1930 Cowl actuó con una joven Katharine Hepburn en Art and Mrs. Bottle, obra de Benn W. Levy representada en Broadway, y en 1934 hizo el papel de Lael Wyngate en la pieza de Samuel Nathaniel Behrman Rain from Heaven, interpretada junto al actor John Halliday. Esta actuación recibió los elogios de la crítica, que tuvo en cuenta el reto que suponían los diálogos de Behrman. Otra obra en la que destacó fue Easy Virtue, de Noël Coward.
Cowl interpretó dos filmes mudos, Garden of Lies (1915) y The Spreading Dawn (1917). Después se alejó del cine y, al cabo de treinta años, volvió al medio para hacer varios papeles de reparto en la década de 1940. Su última película fue Payment on Demand (1951), protagonizada por Bette Davis.

## Vida personal
El 18 de junio de 1906, en el apartamento neoyorquino de su padre, Cowl se casó con Adolphe Edward Klauber, crítico teatral del The New York Times. Antiguo actor, hijo de un destacado fotógrafo judío de Louisville, Kentucky, Klauber dejó el periódico en 1918 para hacerse productor y director teatral. El matrimonio se separó en 1930, poco después de que la salud de él empezara a fallar. Klauber volvió a Louisville, donde vivió «en estricta reclusión», y donde falleció en 1933. La pareja no tuvo hijos.
Jane Cowl falleció a causa de un cáncer en Santa Mónica (California) en 1950. Tenía 66 años de edad. Sus restos fueron incinerados, y las cenizas depositadas en el cementerio Valhalla Memorial Park de Los Ángeles, California.

## Obras teatrales
Cowl escribió varias obras teatrales en colaboración con Jane Murfin, a menudo usando el seudónimo Allan Langdon Martin. Entre sus trabajos se incluyen:
- Lilac Time - 1917
- At Daybreak - 1917
- Information Please - 1918
- Smilin' Through - 1919
- The Jealous Moon - 1928